# ساتاکه ماسایوشی
ساتاکه ماسایوشی ((به ژاپنی: 佐竹 昌義 Satake Masayoshi); ۱ ژانویهٔ ۱۰۸۱ – ۱ ژانویهٔ ۱۱۴۷) سامورایی پدر ساتاکه یوشیماسا در دوره هی‌آن اهل ژاپن بود.  از ساکنان ولایت هیتاچی بود.